# Ischnoptera stygia
Ischnoptera stygia es una especie de cucaracha del género Ischnoptera, familia Ectobiidae. Fue descrita científicamente por Hebard en 1926.
Habita en Venezuela, Guyana, Surinam, Guayana Francesa y Brasil.